# Kolonie Landwehr

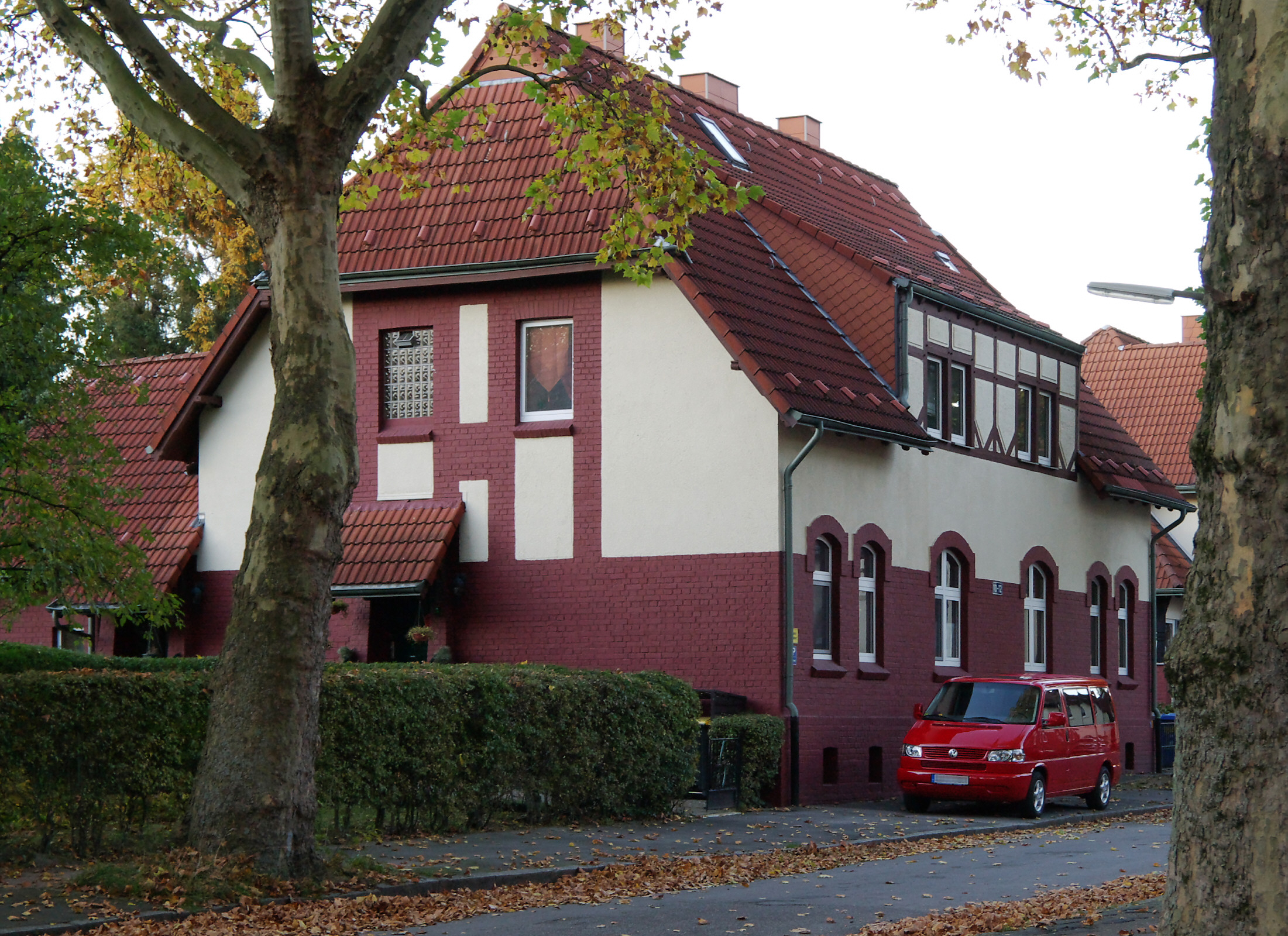
Doppelhaus

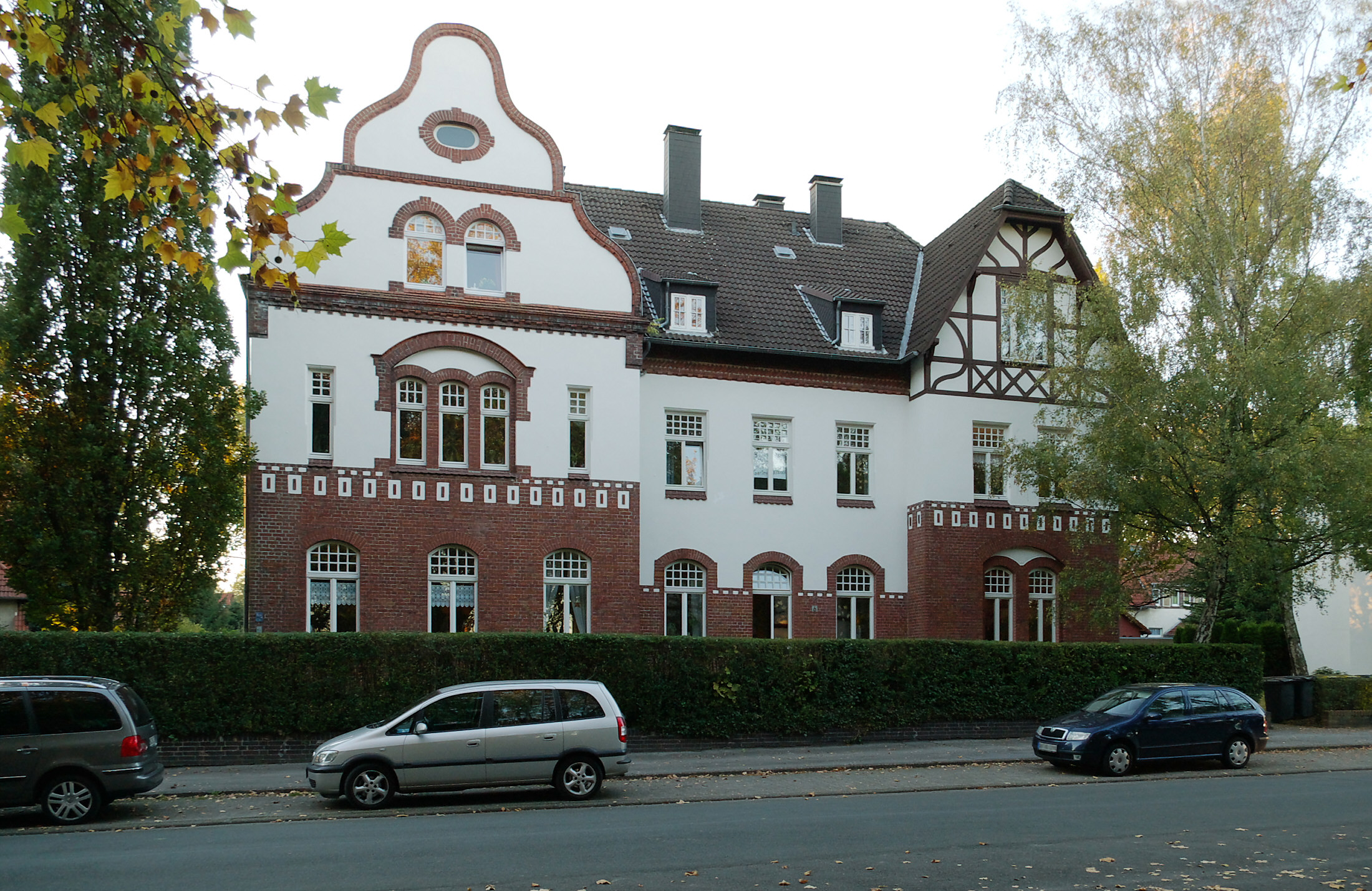
Mehrfamilienhaus

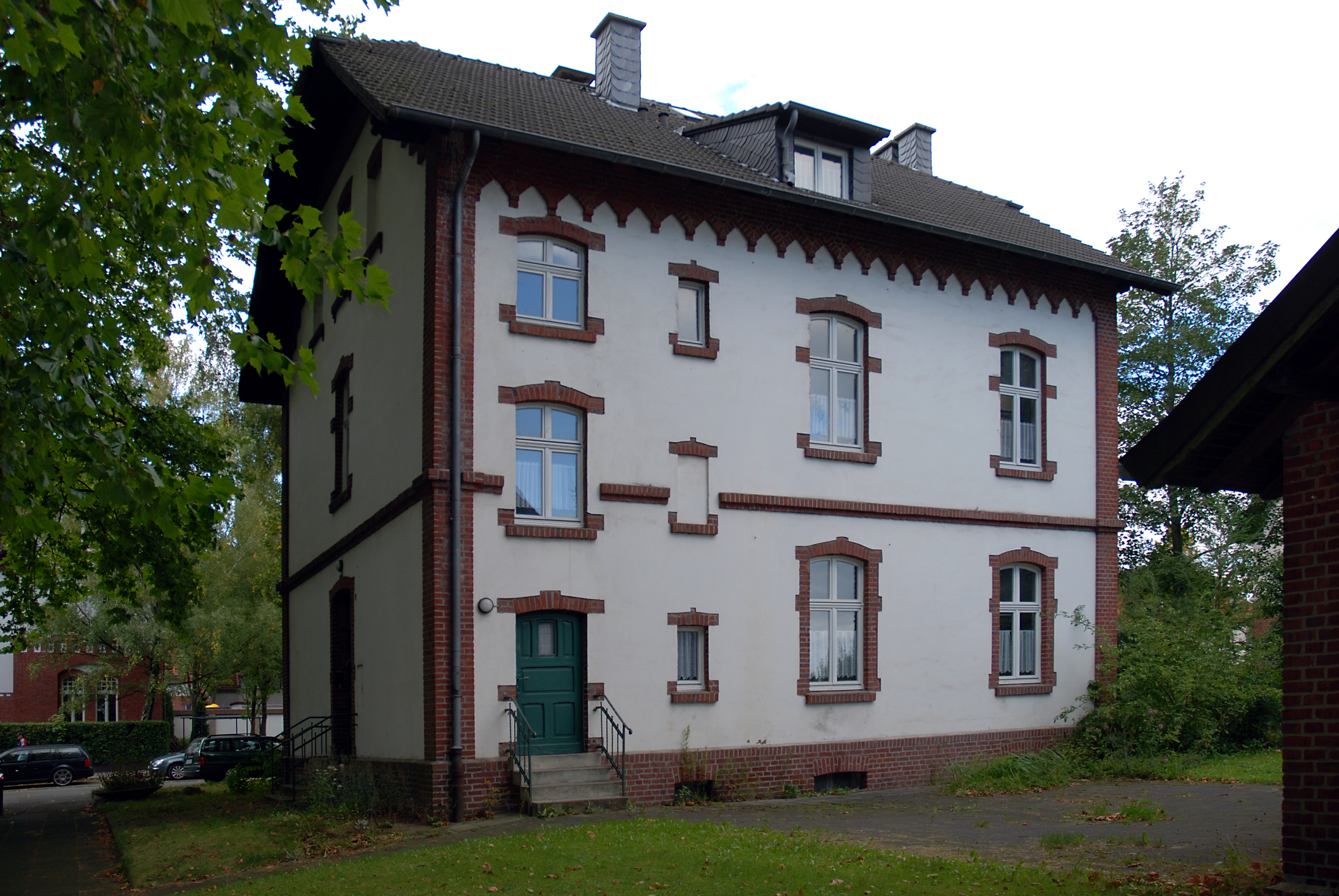
Fassadendetails

Die Kolonie Landwehr ist eine zur Zeche Zollern gehörende Zechensiedlung im Dortmunder Stadtteil Bövinghausen.
Die Zeche Zollern entstand als Musterzeche der Gelsenkirchener Bergwerks-AG (GBAG), die Kolonie Landwehr wurde parallel dazu als Mustersiedlung in unmittelbarer Nähe errichtet. Die Gebäude wurden wie der größte Teil der Zechenanlage im Stil des Historismus entworfen und unterstreichen den Ensemblecharakter des gesamten Komplexes, der auch als solcher gemeinsam als Baudenkmal in die Denkmalliste der Stadt Dortmund eingetragen ist.
Das erste Gebäude war 1898 ein Zweifamilienhaus für Steiger am Grubenweg, der zum Werkstor führt. 1900 wurde die Direktorenvilla für den Betriebsführer am Rhader Weg errichtet. Bis 1904 folgten weitere Mehrfamilienhäuser an diesen beiden Straßen, insgesamt wurden es acht Beamtenhäuser mit 29 Wohnungen. Die individuelle Gestaltung war aufwändig; geschweifte Giebel, Erker und Zierfachwerk. Dieser Teil der Siedlung wurde von Paul Knobbe, dem Architekten der GBAG, und von Maschineninspektor Wenzel Köller geplant und ausgeführt. 
Im zweiten Teil der Siedlung, am namensgebenden Landwehrbach, liegen die allein von Knobbe geplanten 23 Arbeiterhäuser mit insgesamt 87 Wohnungen. Nach der Idee der Gartenstadt wechseln sich hier fünf verschiedene Haustypen für meist vier Familien ab. Die Häuser sind wechselseitig in die Straßenflucht gestellt, haben kleine Vorgärten und alten Platanenbestand. Die Grundstücke sind wesentlich größer und boten Nutzgärten und Stallungen zur Selbstversorgung. 
Wegen der geringen Anzahl an Bewohnern und der unmittelbaren Nähe der Siedlung Bövinghausen war keine eigene Infrastruktur in Form von Kirchen, Schulen oder Geschäften geplant. 
1983 modernisierte die damalige Eigentümerin Viterra in Zusammenarbeit mit der Stadt Dortmund und den Mietern die Wohnungen.
2001 wurde die Siedlung in den Denkmalschutz der Zeche Zollern mit aufgenommen.
Ende 2002 erfolgte die weitgehende Privatisierung, zumeist wurde an die bisherigen Mieter verkauft.
Das LWL-Industriemuseum bietet von seinem zentralen Standort in der Zeche Zollern aus Führungen durch diese Siedlung an, ergänzt auch durch die wenige Jahre später entstandene Neue Kolonie Landwehr sowie durch die in den 1950er Jahren entstandene Selbsthilfesiedlung Fuchsweg.
Zusammen mit der Zeche gehört die Siedlung zur Route der Industriekultur und ist ein Ankerpunkt der Europäischen Route der Industriekultur (ERIH).